# 서양화

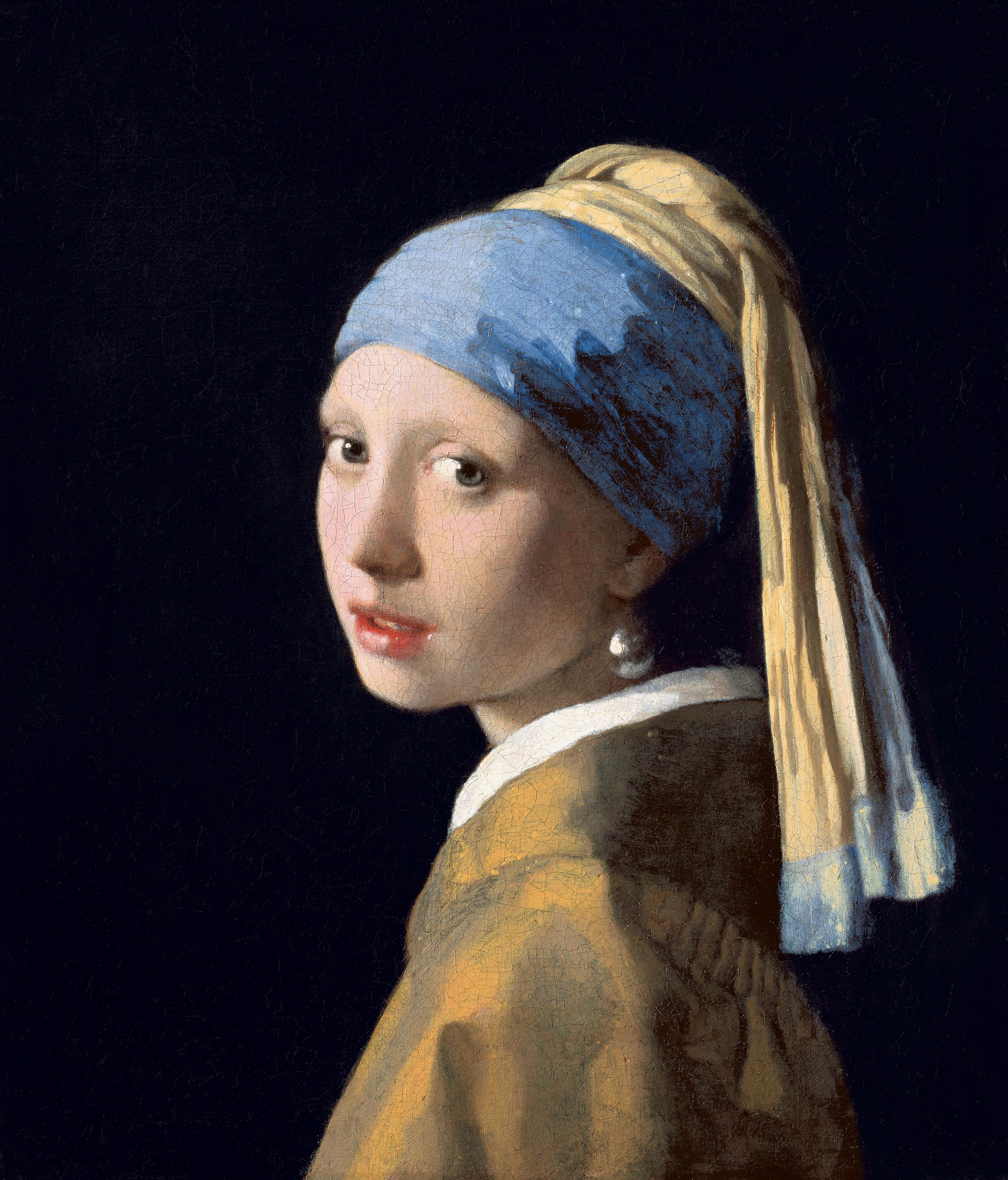
요하네스 페르메이르의 《진주 귀고리를 한 소녀》(1665-67년).

서양화(西洋畵)는 서양에서 발생하여 발달한 그림을 말하며, 반대어는 동양화이다.
서양화를 주종목으로 그림을 그리는 미술가를 서양화가라 부른다.

## 같이 보기
- 미술의 역사
- 역사화
- 클레멘트 그린버그
- 마셜 매클루언